# Rębowo (Potęgowo)
Rębowo [rɛmˈbɔvɔ] (deutsch Rambow, kasch. Rãbòwò, auch Rembòwò) ist ein Dorf in der polnischen Woiwodschaft Pommern. Es gehört zur Landgemeinde Potęgowo (Pottangow) im Powiat Słupski (Kreis Stolp).

## Geographische Lage
Rębowo liegt einen Kilometer nördlich von Karznica (Wendisch Karstnitz) an der Landesstraße 6 Stettin–Danzig. Das namensgleiche Flüsschen Rębowa (Rambow) verläuft an der westlichen Ortsgrenze und mündet wenig später in die Lupow (Łupawa). Die nächste Bahnstation ist Strzyżyno Słupskie an der Staatsbahnstrecke von Danzig nach Stargard.

## Ortsname
Die deutsche Ortsbezeichnung Rambow kommt auch heute noch in Mecklenburg-Vorpommern und Brandenburg vor. Ebenso ist der Name Rębowo in Polen mehrfach anzutreffen.

## Geschichte
Der historischen Dorfform nach war Rębowo ein kleines Gassendorf. Es wird 1282 in einer Urkunde erwähnt, in der Herzog Mestwin II. der Kirche in Garde (heute polnisch: Gardna Wielka) Schenkungen bestätigte. 1451 war es im Besitz derer von Chorken. 1575, 1601 und 1605 wurden die von Tessen mit den Schmolsinischen Gütern belehnt, darunter auch Rambow. Danach kam es an die Herzogin Erdmut und wieder an die von Chorken, in deren Besitz es noch 1650 gewesen ist.
Im Jahre 1724 kam Rambow in den Besitz der von Grumbkow, von dort 1733 an Joachim Ehrenreich von Kettelhack, und von diesem an die von Kleist. 1803 erwarben die von Krockow das Gut, das 1855 auf die Familie von Wedel und dann auch Alexander von Livonius und dessen Sohn Artur überging. Letzte Besitzerin vor 1945 war die Familie Lehmann.
Verwaltungstechnisch war Rambow bis 1945 ein Ortsteil der Gemeinde Wendisch Karstnitz (bzw. Ramnitz) im Landkreis Stolp im Regierungsbezirk Köslin der preußischen Provinz Pommern. Am 8. März 1945 wurde der Ort von sowjetischen Truppen besetzt. Danach nahmen es Polen in Besitz. Aus Rambow wurde das polnische Rębowo, das heute zur Gmina Potęgowo im Powiat Słupski in der Woiwodschaft Pommern (1975 bis 1998 Woiwodschaft Słupsk) gehört. Der Ort mit seinen 121 Einwohnern ist in das Schulzenamt Karznica eingegliedert.

## Kirche
Kirchlich gehörte Rambow vor 1945 mit seiner überwiegend evangelischen Bevölkerung zum Kirchspiel Lupow (heute polnisch: Łupawa) im Kirchenkreis Stolp-Altstadt in der Kirchenprovinz Pommern der Kirche der Altpreußischen Union. 
Seit 1945 ist die Bevölkerung von Rębowo fast ausnahmslos katholisch. Der Ort gehört zur Pfarrei Łupawa im neugebildeten Dekanat Łupawa im Bistum Pelplin der Katholischen Kirche in Polen. Hier lebende evangelische Kirchenglieder sind der Kreuzkirchengemeinde in Słupsk (Stolp) in der Diözese Pommern-Großpolen der Evangelisch-Augsburgischen Kirche in Polen zugeordnet.

## Schule
Rambow war vor 1945 Standort der Volksschule der Gemeinde Wendisch Karstnitz bzw. Ramnitz (heute polnisch: Karznica). Im Jahre 1932 unterrichteten in der dreistufigen Schule zwei Lehrer in drei Klassen 90 Schulkinder.